# Slag om Norg
La Slag om Norg es una competición ciclista que se disputa anualmente en Norg, en el municipio de Noordenveld (Drente) en los Países Bajos. Creada en 2012, la carrera combina tramos de carretera con pistas de tierra, similar a la Strade Bianche italiana o la Tro Bro Leon francesa. Desde 2016 forma parte del calendario UCI Europe Tour, en categoría 1.2 ese año y 1.1 a partir de 2017.

## Palmarés
| Año  | Ganador              | Segundo            | Tercero          |           |
| ---- | -------------------- | ------------------ | ---------------- | --------- |
| 2012 | Mike Teunissen       | Emiel Dolfsma      | Tijmen Eising    |           |
| 2013 | Gert-Jan Bosman      | Tijmen Eising      | Ramses Bekkenk   |           |
| 2014 | Ronan van Zandbeek   | Coen Vermeltfoort  | Twan Brusselman  |           |
| 2015 | Johim Ariesen        | Gert-Jan Bosman    | Koos Jeroen Kers |           |
| 2016 | Fabio Jakobsen       | Twan van den Brand | Peter Schulting  |           |
| 2017 | Gianni Vermeersch    | Jesper Asselman    | Dennis Bakker    |           |
| 2018 | Jan-Willem van Schip | Robin Carpenter    | Rick van Breda   |           |
| 2019 | Coen Vermeltfoort    | Thomas Stewart     | Ivar Slik        |           |
| 2020 | cancelada            | cancelada          | cancelada        | cancelada |
| 2021 | cancelada            | cancelada          | cancelada        | cancelada |
| 2022 | cancelada            | cancelada          | cancelada        | cancelada |
| 2023 | cancelada            | cancelada          | cancelada        | cancelada |

## Palmarés por países
| País         | Victorias |
| ------------ | --------- |
| Países Bajos | 7         |
| Bélgica      | 1         |